# 루프트한자 181편 납치 사건
루프트한자 181편(Lufthansa Flight 181)은 1977년 10월 13일에 팔마데마요르카를 떠나 프랑크푸르트로 가던 루프트한자 소속의 보잉 737-230 Adv기(일명 란츠후트 호) 항공편이다. 이륙 30분만에 팔레스타인 해방 인민 전선에 의해 납치되었다.
사고기는 마르세유 상공에서 조하이르 유수프 아카슈 등 팔레스타인인 2명과 레바논인 2명의 4명에 의해 납치, 로마~라르나카~바레인~두바이를 거쳐 아덴에 착륙했다. 범인들은 아덴에서 기장 위르겐 슈만(Jürgen Schumann)을 살해하고 부조종사 위르겐 비토르(Jürgen Vietor)에게 조종을 시켜 모가디슈에 최종적으로 착륙했다.
10월 18일, 서독 정부는 GSG 9를 동원하여 사고기를 습격, 범인들 중 3명을 사살하고 1명을 생포하여 승객과 승무원들은 사건 발생 5일만에 풀려났다.

## 같이 보기
- 에어프랑스 8969편 납치 사건